# Oberuzwil
Oberuzwil és un municipi del cantó de Sankt Gallen (Suïssa), situat al districte de Wil.